# زارگار
زارگار (ارمنی: Զարգար؛ انگلیسی: Zarkear) با نام اصلی آبراهام مارتیروسی بابایان (ارمنی: Աբրահամ Մարտիրոսի Բաբայան زادهٔ ۱۸۲۴ - درگذشته ۱۸۷۴)، عاشوق اهل ارمنستان بود. وی بیشتر عمر خویش را در باکو سپری نمود.